# Михайло Вербицький (монета)
«Миха́йло Верби́цький» — ювілейна монета номіналом 2 гривні, випущена Національним банком України. Присвячена 200-річчю від дня народження Михайла Михайловича Вербицького — українського композитора, громадського діяча, хорового диригента, священика Української греко-католицької церкви, автора музики Державного Гімну України.
Монету було введено в обіг 4 березня 2015 року. Вона належить до серії «Видатні особистості України».

## Опис та характеристики монети
| Номінал грн. | Метал      | Маса, грам | Діаметр, мм. | Якість виготовлення       | Гурт     | Тираж, штук |
| ------------ | ---------- | ---------- | ------------ | ------------------------- | -------- | ----------- |
| 2            | нейзильбер | 12,8       | 31           | спеціальний анциркулейтед | рифлений | 30 000      |

### Аверс
На аверсі монети розміщено: угорі — напис «УКРАЇНА», стилізовану композицію: на тлі державного прапора України рядки — «ЩЕ НЕ ВМЕРЛА УКРАЇНИ/І СЛАВА, І ВОЛЯ,/ЩЕ НАМ, БРАТТЯ/МОЛОДІЇ,/ УСМІХНЕТЬСЯ/ДОЛЯ.», під якими — малий Державний Герб України, праворуч і ліворуч зображено групи виконавців гімну; унизу — номінал «2/ГРИВНІ», рік карбування монети — «2015» (праворуч), логотип Монетного двору Національного банку України (ліворуч).

### Реверс
На реверсі монети зображено портрет Михайла Вербицького, ліворуч від якого — рослинний орнамент, ліру, під якою стилізований нотний ряд, роки життя: «1815» (ліворуч), «1870» (праворуч) та унизу праворуч — напис півколом «МИХАЙЛО ВЕРБИЦЬКИЙ».

## Автори
- Художник — Кочубей Микола.

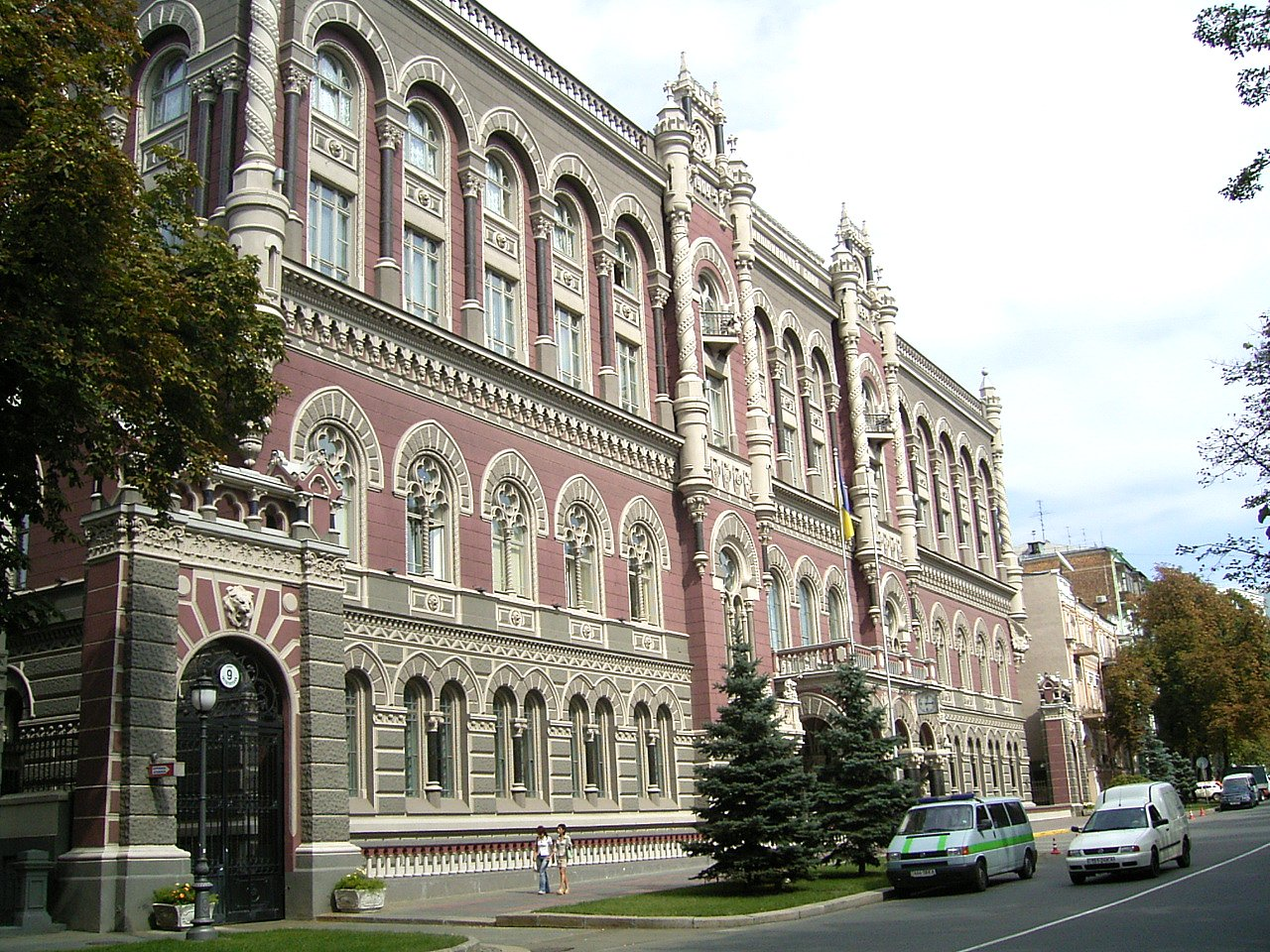
Будівля Національного банку України

- Скульптори: Дем'яненко Володимир, Атаманчук Володимир.

## Вартість монети
Під час введення монети в обіг у 2015 році, Національний банк України реалізовував монету через свої філії за ціною 22 гривні.
Фактична приблизна вартість монети, з роками змінювалася так:
| Рік        | 2015 | 2016 | 2017 | 2018 | 2019 | 2020 | 2021 | 2022 | 2023 | 2024 | 2025 |
| ---------- | ---- | ---- | ---- | ---- | ---- | ---- | ---- | ---- | ---- | ---- | ---- |
| Ціна, грн. | 26   | 31   | 40   | 45   | 50   | 50   | 55   | 60   | 95   | 150  | 185  |